# Ред и закон (7. сезона)
Седма сезона серије Ред и закон је премијерно емитована на каналу НБЦ од 18. септембра 1996. године до 21. маја 1997. године и броји 23 епизоде.

## Опис
Џејми Рос (Кери Лоуел) заменила је Клер Кинкејд (Џил Хенеси) на месту помоћнице окружног тужиоца. Главна постава из ове сезоне била је трећа по дужини трајања у повести серије Ред и закон, оставши непромењена две сезоне и 47 епизода.

## Улоге

### Главне
- Џери Орбак као Лени Бриско
- Бенџамин Брет као Реј Кертис
- Ш. Епата Меркерсон као Анита ван Бјурен
- Сем Вотерстон као ИПОТ Џек Мекој
- Кери Лоуел као ПОТ Џејми Рос
- Стивен Хил као ОТ Адам Шиф

### Епизодне
- Керолин Мекормик као др Елизабет Оливет (Епизоде 4, 17-18)

## Епизоде
| Бр. у серији | Бр. у сезони | Назив               | Редитељ            | Сценариста                                                                             | Пpемијерно емитовање | Пpод. код | Гледаност у САД-у (милиони) |
| --- | ------------ | ------------------- | ------------------ | -------------------------------------------------------------------------------------- | -------------------- | --------- | --------------------------- |
| 135 | 1            | "Узрок смрти"       | Ед Шерин           | Рене Балкер                                                                            | 18. септембар 1996.  | K1106     | 15.70                       |
| Нова Мекојева десна рука, ПОТ Џејми Рос, одлучна је у намери да што оштрије кривично гони аутопревозника који су одузели живот учитељици док је преклињала за живот што је снимљено на аудио касети откривеној на месту злочина. |              |                     |                    |                                                                                        |                      |           |                             |
| 136 | 2            | "Препознавање"      | Константин Макрис  | Ед Зукерман                                                                            | 25. септембар 1996.  | K1107     | 16.50                       |
| Полиција се бави препознавањем леша остављеног у лифту, а Мекој проналази да је кривично гоњење осумњиченог касније ометао осветољубиви судија који замера Росовој судски укор због сексуалног узнемиравања. |              |                     |                    |                                                                                        |                      |           |                             |
| 137 | 3            | "Добра девојка"     | Џејс Александер    | Џереми Р. Литмен                                                                       | 2. октобар 1996.     | K1103     | 14.50                       |
| Бриско и Кертис морају да разбиј уузајамна покрића две девојке док покушавају да пронађу убицу младог црнца чији љути родитељи врше притисак на Мекоја да оптужи младу жену која тврди да ју је жртва силовала. |              |                     |                    |                                                                                        |                      |           |                             |
| 138 | 4            | "Преживели"         | Винсент Мисијано   | Бери М. Шолник                                                                         | 23. октобар 1996.    | K1104     | 15.50                       |
| Истрага Бриска и Кертиса о убиству ретког трговца новчићима повезује са милионером као осумњиченим, али Росова мора бити и детективка јер тужилаштво покушава да утврди порекло збирке несталих новчића. |              |                     |                    |                                                                                        |                      |           |                             |
| 139 | 5            | "Мићење"            | Метју Пен          | Синопис: Гарднер Стерн Сценарио: Рене Балкер и Гарднер Стерн                           | 30. октобар 1996.    | K1101     | 16.20                       |
| Кертис, љут због понашања старог Брисковог колеге, гледа даље од налаза истраге БУК-а и открива доказе о мићењу у полицији који стављају тужилаштво у конкуренцију властољубивом судији, а Бриска под истрагу због крађе доказа из полицијског складишта. |              |                     |                    |                                                                                        |                      |           |                             |
| 140 | 6            | "Двоструко слепило" | Кристофер Мисијано | Џереми Р. Литмен и Вилијам Н. Фордес                                                   | 6. новембар 1996.    | K1105     | 15.20                       |
| Убиство домара из зграде универзитетске лабораторије доводи до запосленог студента чије је учешће у проучавању о дрогама можда подстакло злочин. |              |                     |                    |                                                                                        |                      |           |                             |
| 141 | 7            | "Терет"             | Константин Макрис  | Ед Зукерман и И. Ч. Рапопорт                                                           | 13. новембар 1996.   | K1108     | 14.90                       |
| Убиство оца чији син умире од леукемије представља Мекоју и Росовој симпатичног осумњиченог и скрупулозну недоумицу. |              |                     |                    |                                                                                        |                      |           |                             |
| 142 | 8            | "Породична ствар"   | Луис Х. Голд       | Гарднер Стерн и Бери М. Шолник                                                         | 20. новембар 1996.   | K1111     | 14.00                       |
| Убиство Ричарда Шпигела, финансијског директора ексклузивне породичне робне куће, води из дневне собе у спаваћу и залази у собу за састанке док се сумња са колега пребацује на чланове породице. |              |                     |                    |                                                                                        |                      |           |                             |
| 143 | 9            | "Замка"             | Метју Пен          | Рене Балкер и Ричард Сверен                                                            | 8. јануар 1997.      | K1109     | 13.20                       |
| Случај против Хјуија Тејта, младића оптуженог за убиство познатог вође Афроамеричког конгреса, обуставља се када власти Њујорка сазнају да је њихов главни сведок некада био доушник ФБИ-а и да је и даље под њиховом заштитом. |              |                     |                    |                                                                                        |                      |           |                             |
| 144 | 10           | "Наслеђе"           | Брајан Мертес      | Ед Зукерман и Џереми Р. Литмен                                                         | 15. јануар 1997.     | K1113     | 15.10                       |
| Истрага наизглед случајног убиства доводи Бриска и Кертиса до дрског и хладнокрвног убице, а једини начин да га лише слободе је да се Бриско представи као конкуренција. Случај постаје сложен током суђења када се открило да је жртва упуцана као освета за убиство које је починио пре само пет година. |              |                     |                    |                                                                                        |                      |           |                             |
| 145 | 11           | "Претња"            | Константин Макрис  | Синопис: И. Ч. Рапопорт Сценарио: Бери М. Шолник и И. Ч. Рапопорт                      | 5. фебруар 1997.     | K1114     | 15.00                       |
| Очигледно самоубиство испоставило се као убиство док Бриско и Кертис истражују смрт жене која је скочила с моста (пред бројним случајним пролазницима) како би избегла избезумљеног нападача са којим је очигледно била умешана у окршај. Пошто нису били у стању да осуде, Мекој и Росова копају дубље и откривају да 'несрећа' можда ипак није била толико случајна. У међувремену, Кертис је избачен из куће након што је признао супрузи да ју је преварио. |              |                     |                    |                                                                                        |                      |           |                             |
| 146 | 12           | "Трампа"            | Ден Карлок         | Рене Балкер и Еди Фелдмен                                                              | 12. фебруар 1997.    | K1110     | 14.80                       |
| Неперспективни случај убиства изненада открива нове трагове када је полиција истражила могућност да је жртва мењаена са неким другим. Мекој хода по танком леду по питању етичког понашања покушавајући да покрене случај против лихвара који користи бескрупулозне методе да прикупи новац који му дугују. |              |                     |                    |                                                                                        |                      |           |                             |
| 147 | 13           | "Брак"              | Луис Х. Голд       | Ед Зукерман и Ричард Сверен                                                            | 19. фебруар 1997.    | K1115     | 13.10                       |
| Откриће могућег лопова преусмерава истрагу убиства, а тужилаштву оставља задатак да поведе случај завере против преминулог заступника и прилично младе удовице. |              |                     |                    |                                                                                        |                      |           |                             |
| 148 | 14           | "Запослена мајка"   | Џејс Александер    | Џереми Р. Литмен и И. Ч. Рапопорт                                                      | 26. фебруар 1997.    | K1118     | 15.00                       |
| Убиство бившег полицајца у крају познатом по проституцији доводи Бриска и Кертиса до две приградске домаћице које су потајно курве високе класе. Када се један од посебних ружева домаћице поклопио са узорком ружа за усне узетим са интимног места на жртви, изгледа да Мекој има јасан случај. Међутим, оптужена убрзо изјављује да је силована и ангажује познатог заступника за женска права да је брани.                                                  |              |                     |                    |                                                                                        |                      |           |                             |
| 149 | 15           | "Девојка (1. део)"  | Ед Шерин           | Рене Балкер, Ед Зукерман и Гарднер Стерн                                               | 13. март 1997.       | K1119     | 19.80                       |
| Леш без главе испливао на реци шаље Бриска и Кертиса у Лос Анђелес да узму узорак крви од њиховог главног осумњиченог. У Њујорку, Мекој и Росова покушавају да добију судски налог за поступак. |              |                     |                    |                                                                                        |                      |           |                             |
| 150 | 16           | "Преокрет (2. део)" | Ед Шерин           | Рене Балкер, Ед Зукерман и Гарднер Стерн                                               | 20. март 1997.       | K1120     | 18.10                       |
| У Њујорку, Бриско и Кертис покушавају да утврде кретања осумњиченог у ноћи убиства, али уместо тога откривају да је други човек био у том тренутку у право време и што је још важније, можда би могао да има побуду за злочин. Након што је расписана нова потерница, Мекој и Росова морају да лете у ЛА како би одбранили свој налог од напада заступника, бившег супруга Росове Нила Гортона.                                                                 |              |                     |                    |                                                                                        |                      |           |                             |
| 151 | 17           | "Обрачун (3. део)"  | Ед Шерин           | Рене Балкер, Ед Зукерман и Гарднер Стерн                                               | 27. март 1997.       | K1121     | 17.10                       |
| Почиње суђење Едију Њуману, али изгледе тужилаштва за осуду омета "екипа из снова" заступника, Гортонови лични притисци на Росову и изненадна оптужба за сексуално узнемиравање. Кертисов однос са Лисом такође ствара напетост. |              |                     |                    |                                                                                        |                      |           |                             |
| 152 | 18           | "Бесан пас"         | Кристофер Мисијано | Рене Балкер                                                                            | 2. април 1997.       | K1116     | 14.90                       |
| Мекој доводи полицију опасно близу узнемиравања док покушава да повеже низног силоватеља недавно пуштеног на условну слободу са новим кобним силовањем. |              |                     |                    |                                                                                        |                      |           |                             |
| 153 | 19           | "Суноврат"          | Артур Б. Ворфни    | Синопис: Ед Зукерман и Сајмон Вајнселберг Сценаиро: Ричард Сверен и Сајмон Вајнселберг | 16. април 1997.      | K1122     | 14.60                       |
| Најбоља нада полиције да пронађу отетог унајмљеног возача живог је један од наоружаних пљачкаша који су га отели након посла, али споразум о имунитету који он захтева заузврат делотворно би онемогућио његово кривично гоњење због убиства полицајца ван дужности, што доводи Мекоја у тежак положај јер покушава да смири детективе који желе да се момку суди и жену отетог мушкарца која жели да се испита сваки начин спасавања њеног мужа.               |              |                     |                    |                                                                                        |                      |           |                             |
| 154 | 20           | "Ми волимо Мајка"   | Дејвид Плат        | Гарднер Стерн и И. Ч. Рапопорт                                                         | 30. април 1997.      | K1125     | 13.40                       |
| Младић који тврди да је помогао убијеном младићу да промени пробушену гуму прво је полицији осумњичени, а затим главни сведок тужилаштва. |              |                     |                    |                                                                                        |                      |           |                             |
| 155 | 21           | "Страст"            | Константин Макрис  | Синопис: Бери М. Шолник 'Сценарио: Ричард Сверен и Бери М. Шолник                      | 7. мај 1997.         | K1124     | 13.10                       |
| Бриско и Кертис истражују смрт прилично младе уреднице књига која је наводно имала аферу са једним од својих аутора и усредсређују се на дугогодишњег пратиоца аутора који чврсто пориче да је било ишта лоше у њиховој вези. |              |                     |                    |                                                                                        |                      |           |                             |
| 156 | 22           | "Паст имперфект"    | Кристофер Мисијано | Џенис Дајмонд                                                                          | 14. мај 1997.        | K1112     | 13.40                       |
| Полиција имају сигуран траг када је мрља крви која није иста као жртвина открила да је убица био са њом у крвном сродству, а тужилаштво је наишло на камен спотицања јер њихов главни осумњичени тврди да је њихов главни сведок њен заступник, а његово знање о злочину представља повлашћен разговор. |              |                     |                    |                                                                                        |                      |           |                             |
| 157 | 23           | "Неизлечиво"        | Константин Макрис  | Рене Балкер и Ед Зукерман                                                              | 21. мај 1997.        | K1102     | 14.90                       |
| Полиција открива човека са тајним другим животом док покушава да сазна ко је отворио ватру на скупину људи која се искрцала са крстарења, али његова кривица или невиност постају готово друга помисао док Адам Шиф није упро прстом у гувернера и државно правобранилаштво због одлуке о тражењу смртне казне. У међувремену, Шиф сазнаје да је његова жена хитно пребачена у болницу "Бор" након тешког можданог удара после ког је остала у несвести.        |              |                     |                    |                                                                                        |                      |           |                             |